# Klooster Visoki Decani

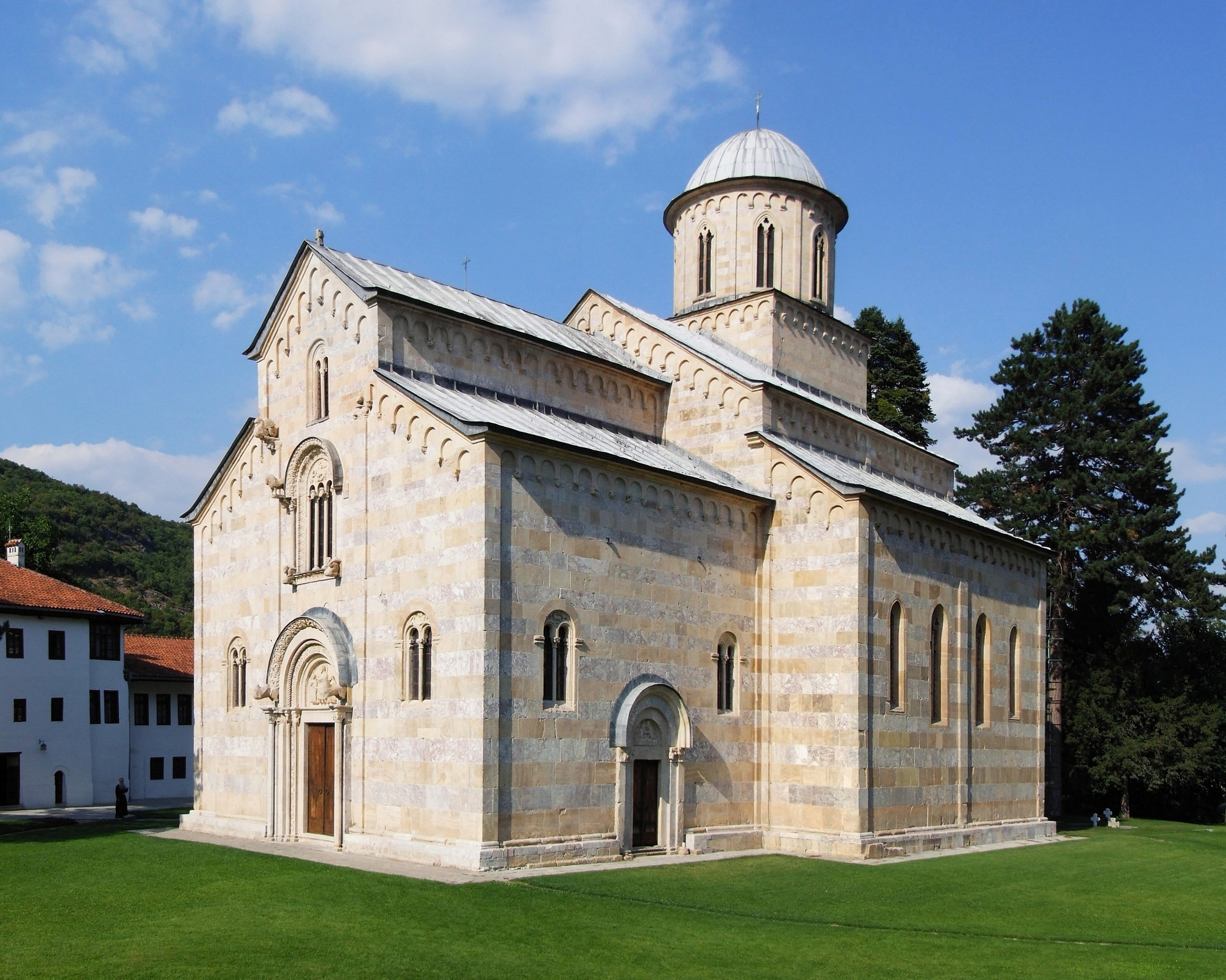
Klooster Visoki Dečani

Het Klooster Visoki Dečani (Servisch: Високи Дечани) is een Servisch-orthodox klooster gelegen in Deçan, in de buurt van Peć in Kosovo.

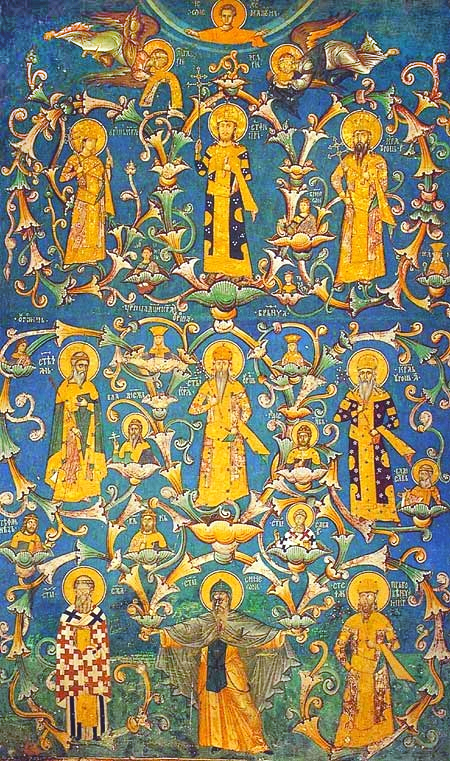
Fresco's van Visoki Decani

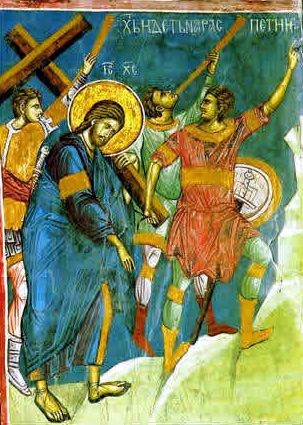
Kruisdraging door Christus (serie fresco's uit het Passieverhaal)

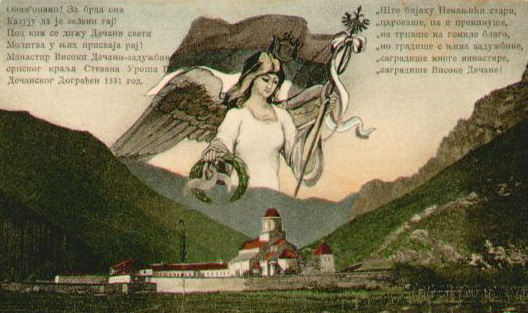
Dit klooster in Kosovo staat onder bescherming van de Servisch-Orthodoxe kerk.

De kerk van het klooster is de grootste middeleeuwse kerk op de Balkan, met een grote collectie frescos. Het klooster werd gesticht door koning Stefan Uroš III Dečanski in 1327. Toen deze in 1331 stierf werd de bouw voortgezet door zijn zoon tsaar Stefan Uroš IV Dušan. Alle fresco's dateren dan ook van de jaren 1330-1340. Zo zijn er taferelen uit het boek Genesis (46 fresco's), uit het Passieverhaal (43 fresco's) en over Het Laatste Oordeel (26 fresco's).
Op 13 juli 2006 werd het op de Werelderfgoedlijst van UNESCO gezet onder de naam Middeleeuwse monumenten in Kosovo.
Maar de erfgoedorganisatie Europa Nostra plaatste het klooster op de rode lijst van de zeven meest bedreigde monumenten in het jaar 2021, tot ongenoegen van de islamitische regering van Kosovo.
Tussen het klooster en de overheid van Kosovo sleept een conflict over 24 ha. grond, die vroeger het klooster toebehoorde en die na de Tweede Wereldoorlog door de communistische regering van Joegoslavië in beslag werd genomen. Het Hooggerechtshof van Kosovo bepaalde in 2016, dat de grond moest worden teruggegeven. Maar de gemeente, die haar in beheer heeft, weigert aan het vonnis te voldoen.